# Râul Finteușu Mic
Râul Finteușu Mic este un curs de apă, afluent al râului Bârsău. 